# Ami Boué
Ami Boué (n. 16 martie 1794, Hamburg, Sfântul Imperiu Roman – d. 21 noiembrie 1881, Viena, Austro-Ungaria) a fost un geolog austriac, de origine franceză.

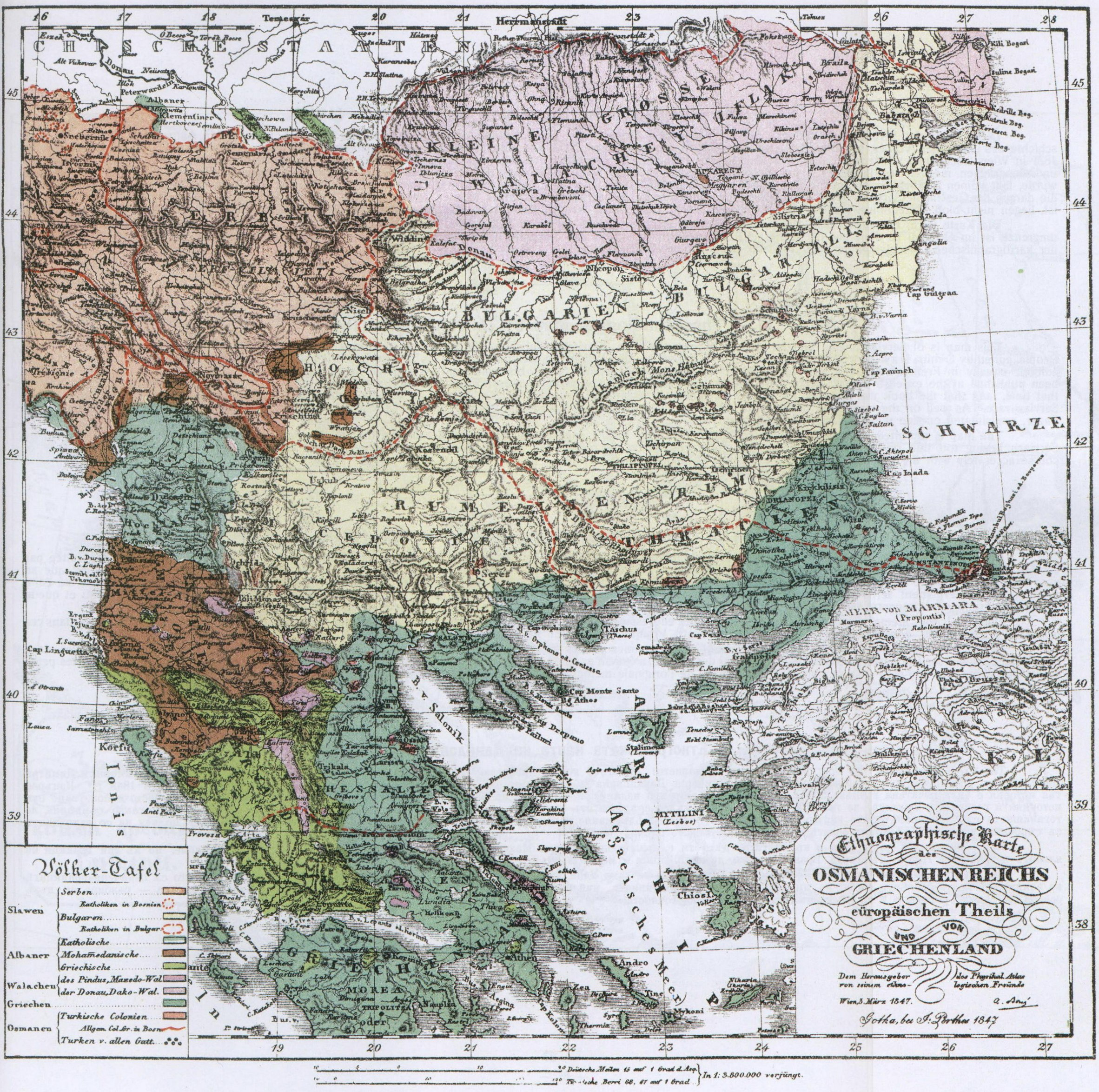
Harta etnografica a Balcanilor, de Ami Boué, 1847.

S-a născut în Hamburg. A primit prima educație în Hamburg, Geneva și Paris.
S-a înscris la Universitatea din Edinburgh pentru a studia medicina. Acolo, el a ajuns sub influenta lui Robert Jameson, ale cărui cursuri în geologie și mineralogie au inspirat cariera sa viitoare. În continuare, Boué a făcut expediții geologice în părți diverse din Scoția și Insulele Hebride. După ce a obținut gradul de Doctor în Medicina în 1817, s-a stabilit pentru câțiva ani la Paris.
În 1821, a publicat « Essai géologique sur l’Ecosse/ Eseu geologic despre Scoția », în care rocile eruptive în particular erau descrise minuțios. A călătorit mult în Germania, Austria și sudul Europei, studiind diverse formațiuni geologice, și devenind unul din pionierii în cercetarea geologica. A fost unul din fondatorii Societății Geologice Franceze (Société Géologique de France) in 1830, și președintele acesteia în 1835. A mai publicat “Mémoires géologiques et paléontologiques/ Memorii geologice si paleontologice” (Paris, 1832) și  “La Turquie d’Europe; observations sur la géographie, la géologie, l’histoire naturelle, etc. / Turcia europeana ; observații asupra geografiei, geologiei, istoriei naturale etc. » (Paris, 1840), opera sa principala.
În ?1835/1841 s-a stabilit în Austria, și a fost naturalizat ca austriac. A comunicat articole importante despre geologia Statelor Balcanice către Academia de Științe din Viena (1859-1870).
Vârful Ami Boué din Ținutul Graham, Antarctica, este numit după acest savant.